# Molecular Physics
Molecular Physics is een internationaal, aan collegiale toetsing onderworpen wetenschappelijk tijdschrift op het gebied van de
molecuulfysica.
De naam wordt in literatuurverwijzingen meestal afgekort tot Mol. Phys.
Het wordt uitgegeven door Taylor & Francis.
Het eerste nummer verscheen in 1958.